# Paben
Paben ist eine Ortschaft in der Marktgemeinde Lasberg im Bezirk Freistadt in Oberösterreich mit 108 Einwohnern (Stand 1. Jänner 2024). Paben liegt im Südosten des Gemeindegebiets von Lasberg und kann als Streusiedlung charakterisiert werden. 2001 bestand die Ortschaft aus 29 Gebäuden, wobei 26 davon Hauptwohnsitze aufwiesen.

## Bevölkerungsentwicklung
Mit 1. Jänner 2021 zählte Paben 118 Einwohner. Im Vergleich zum Jahr 2001 entspricht dies einer leichten Bevölkerungsabnahme. Damals hatte die Ortschaft 127 Einwohner.
| Jahr | Einwohner |
| ---- | --------- |
| 2001 | 127       |
| 2011 | 131       |
| 2021 | 118       |